# G4 (Europa)

FRA
DEU
ITA
GBR

Il G4 (anche denominato Big Four), in Europa, comprende Francia, Germania, Italia e Regno Unito. 
Questi paesi sono considerati grandi potenze regionali europee, ed essi sono i paesi europei singolarmente presenti a pieno titolo nel G7 e nel G20.
Il termine G4 è stato usato per la prima volta quando il Presidente francese Nicolas Sarkozy convocò, per una riunione a Parigi, il Presidente del Consiglio italiano Silvio Berlusconi, il Primo ministro del Regno Unito, Gordon Brown, e la cancelliera tedesca Angela Merkel, per valutare le iniziative da prendere per far fronte alla crisi finanziaria durante la Grande recessione.
L'OCSE (Organizzazione per lo sviluppo e la cooperazione economica) definisce questi paesi "I 4 grandi paesi europei".
I leader del G4 cercano di coordinarsi per quanto riguarda le politiche estere, sulle quali essi condividono interessi strategici comuni.

## Quint
I leader delle quattro nazioni hanno frequenti incontri o video-conferenze congiunte con il Presidente degli Stati Uniti (il cosiddetto formato "Quint" nella Nato), o con altri leader, su questioni internazionali.
Il Quint è un gruppo decisionale informale composto da cinque potenze occidentali: gli Stati Uniti e "i quattro grandi" (Francia, Germania, Italia e Regno Unito) e attualmente opera come un "Consiglio" di varie organizzazioni internazionali come la NATO, il G7 e il G20.
L'idea di un asse trilaterale sulle questioni di politica estera è stata proposta dal presidente francese Charles de Gaulle ai suoi omologhi britannici e americani, tuttavia, quel piano non è mai stato implementato. Gli incontri tra i ministri degli esteri dei tre paesi e la Germania occidentale divennero noti come incontri "Quad" intorno al 1980. Erano in gran parte simbolici e non portarono a una decisione reale. Il Quint nella sua forma attuale sembra essere nato come gruppo di contatto con l'esclusione della Russia. Oggi i leader di Quint discutono delle principali questioni internazionali e partecipano a videoconferenze, una volta ogni due settimane o si incontrano in vari forum della NATO, dell'OSCE, del G7 del G20 e dell'ONU.
Con Barack Obama hanno discusso del TTIP (Transatlantic Trade andInvestment Partnership), la guerra civile in Siria e l'uso di armi chimiche durante il conflitto , la crisi della Crimea e le sanzioni internazionali alla Russia, la violenza seguita alla guerra civile in Libia ,il conflitto israelo-palestinese , l'intervento americano del 2014 in Iraq, il virus Ebola..
Il G4 ha partecipato al cosiddetto "Tavolo di Vienna", nel quale le principali potenze regionali dell'area euro-mediorientale stanno cercarono di dare una soluzione al problema della guerra civile in Siria e di individuare una strategia comune per la coalizione anti-Isis.
Il 7 gennaio 2020, a seguito dell'intensificarsi del conflitto in Libia e dell'aggravarsi della situazione nei rapporti Usa-Iran e in tutta l'area mediorientale, i ministri degli esteri dei quattro paesi si sono riuniti a Bruxelles, per valutare e condividere iniziative politiche coordinate.

## Brexit
Con l'uscita del Regno Unito dall'Unione Europea (la cosiddetta "Brexit"), alcuni osservatori internazionali hanno messo in dubbio la reale capacità di questo formato a quattro di poter continuare ad assolvere i compiti e a perseguire gli obiettivi che esso si è originariamente posto.
Tuttavia, pur con il Regno Unito fuori dall'Unione Europea, i quattro paesi continuano a mantenere un peso politico ed economico che li pone, indipendentemente dalla loro partecipazione o meno ad entità sovra-statuali, come soggetti in grado di determinare scelte e decisioni aventi portata europea ed anche extra-europea.

## Statistiche

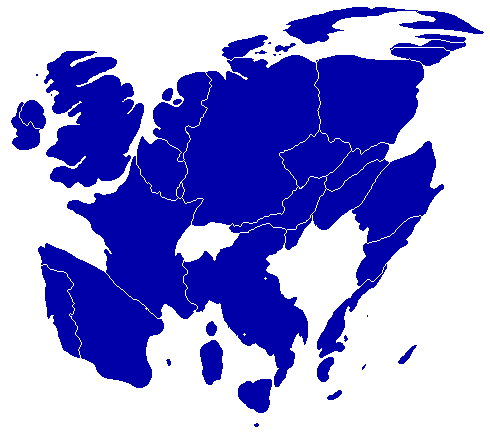
Un cartogramma con la descrizione della distribuzione della popolazione nell'Unione Europea a livello di Stati membri. Più della metà della popolazione dell'Unione Europea vive nei 4 più grandi paesi membri: Germania, Francia, Regno Unito e Italia.

| EU Big Four | EU Big Four | EU Big Four        | EU Big Four        | EU Big Four                     | EU Big Four                     | EU Big Four |
| Nazione     | Popolazione | Voti nel Consiglio | Voti nel Consiglio | Contributi al budget UE in Euro | Contributi al budget UE in Euro | MEPs        |
| ----------- | ----------- | ------------------ | ------------------ | ------------------------------- | ------------------------------- | ----------- |
| Francia     | 66.616.416  | 29                 | 8,4%               | 17.303.107.859                  | 16,44%                          | 74          |
| Germania    | 80.716.000  | 29                 | 8,4%               | 22.218.438.941                  | 21,11%                          | 96          |
| Italia      | 60.782.668  | 29                 | 8,4%               | 14.359.479.157                  | 13,64%                          | 73          |
| Regno Unito | 64.100.000  | 29                 | 8.4%               | 13.739.900.046                  | 13,05%                          | 73          |